# Foundation for a Free Information Infrastructure
De Foundation for a Free Information Infrastructure, beter bekend als FFII, is een organisatie met als thuishaven München die zich aanvankelijk voornamelijk richtte op elektronische gegevensverwerking, alsmede taal en literatuur.
Sedert vele jaren is de FFII gericht op het behoeden van de economie van de Europese Unie tegen het soort problemen die softwarepatenten veroorzaakt hebben in de Verenigde Staten. De FFII is actief op dit front sinds 2000 toen een poging om de Europese Patentconventie om softwarepatenten te legitimeren mislukte.
De FFII is de leidende Europese NGO wat betreft deze kwestie. Door middel van samenwerking met vele andere Europese organisaties met hetzelfde doel, heeft het een bereik tot in alle naties binnen de EU.
De FFII wordt ondersteund door bijvoorbeeld MKB, software-ontwikkelaars, softwaregebruikers, systeembeheerders, wetenschappers, academici en economen.
- meer dan 400 geregistreerde leden
- meer dan 2000 CEOs van MKB
- meer dan 300.000 handtekeningen voor een softwarepatent-vrij Europa.

De FFII organiseert ten minste eenmaal per jaar conferenties tegen het patenteren van software in Brussel. De laatste conferentie vond plaats op 14 april 2004.

## Partners uit geheel Europa
- EuroLinux
- EFFI
- ABUL
- AFUL
- EDRi
- Association Electronique Libre (AEL)
- Free Software Foundation Europe (FSFE)
- Vrijschrift